# Førstefjellsrabben
Der Førstefjellsrabben (norwegisch für Hügel des ersten Bergs) ist ein isolierter Nunatak im ostantarktischen Königin-Maud-Land. Im nordwestlichen Abschnitt des Giæverrückens ragt er 8 km südlich des Førstefjell auf.
Norwegische Kartografen, die ihn auch benannten, kartierten ihn anhand von Luftaufnahmen der Norwegisch-Britisch-Schwedischen Antarktisexpedition (1949–1952).